# Robert L. Bradshaw International Airport
De Robert L. Bradshaw International Airport (voorheen: Golden Rock Airport) is een vliegveld bij Basseterre op het eiland Saint Kitts in Saint Kitts en Nevis, en is het belangrijkste internationale vliegveld.

## Overzicht
Het vliegveld heette oorspronkelijk Golden Rock Airport. In 1998 werd het vliegveld gerenoveerd en geschikt gemaakt voor vliegtuigen ter grootte van een Boeing 747. Het vliegveld werd hernoemd naar Robert L. Bradshaw International Airport ter ere van Robert Llewellyn Bradshaw, de eerste premier van Saint Kitts en Nevis. Tussen 2004 en 2006 werd het vliegveld verder uitgebreid om non-stopvluchten van en naar Canada en de Verenigde Staten mogelijk te maken.
Op 6 april 2019 liep minister Ian Liburd door de metaaldetector en stapte zonder te worden gecontroleerd in een aangekomen internationaal vliegtuig. Liburd ontkende de beschulding, maar videos van het incident verschenen op de sociale netwerken. In 2020 werden door de Federal Aviation Administration alle vliegvelden van de Organisatie van Oost-Caribische Staten gedegradeerd naar categorie 2, omdat ze niet aan de internationale veiligheidseisen voldeden.
Robert L. Bradshaw International Airport biedt reguliere vluchten naar het Verenigd Koninkrijk, Canada, en de Verenigde Staten. Tevens worden er regionale vluchten binnen het Caraïbisch gebied aangeboden.
Bij het vliegveld bevindt zich station Needsmust, het beginpunt van de St. Kitts Scenic Railway.